# Герман (епископ Новгородский)
Герман Новгородский (? — 1096, Киев) — согласно традиционной церковной историографии, епископ в Новгороде (1078—1096) с титулом «епископ Новгородский»; постриженник Киево-Печерского монастыря. Рукоположен в сан епископа митрополитом Иоанном II. Святой Русской Церкви, почитается в лике святителей, его память совершается 10 февраля (по юлианскому календарю) и в Соборе святителей Новгородских.
Основатель первой в Новгороде женской обители на Синичьей горе в 1092 году. На основании того что Спасский на Берестове монастырь под Киевом носит наименование Германеча, то не лишено оснований предположение, что до своего поставления в Новгород епископ Герман был основателем и игуменом вышеназванного монастыря. И тогда епископ Герман упоминается впервые уже под 1072 годом, как участник перенесения мощей князей Бориса и Глеба в Вышгород у церкви Святого Василия в качестве игумена.
Епископ Герман скончался в 1096 году в городе Киеве.
В 1439 году Герман был канонизирован в Новгороде как местночтимый святой, после 1549 года началось его общецерковное почитание.